# Pyramica concolor
Pyramica concolor är en myrart som först beskrevs av Santschi 1914.  Pyramica concolor ingår i släktet Pyramica och familjen myror. Inga underarter finns listade i Catalogue of Life.